# أنطونيو ماركيلاس
أنطونيو ماركيلاس (مواليد 7 يوليو 1933) هو مبارز بالسيف برتغالي، مثّل بلاده في الألعاب الأولمبية الصيفية 1960.

## روابط خارجية
أنطونيو ماركيلاس على موقع أوليمبيديا (الإنجليزية)